# Vladimir Mikhailovich Myasishchev
Vladimir Mikhailovich Myasishchev (tiếng Nga: Владимир Михайлович Мясищев) (28 tháng 9 năm 1902, Yefremov– 14 tháng 10 năm 1978, Moskva) là một nhà thiết kế máy bay Liên Xô, Thiếu tướng kỹ thuật (1944), Anh hùng Lao động Xã hội chủ nghĩa (1957), Tiến sĩ khoa học kỹ thuật (1959), Công nhân khoa học danh dự của RSFSR (1972).
Sau khi tốt nghiệm Đại học Kỹ thuật Nhà nước Moskva năm 1926, Myasishchev làm việc tại Phòng Thiết kế Tupolev và tham gia vào việc chế tạo các loại máy bay, như TB-1, TB-3, và Tupolev ANT-20 Maxim Gorky. Là một trợ lý của Boris Pavlovich Lisunov, ông đã tới Hoa Kỳ năm 1937 để giúp hỗ trợ dịch các bản vẽ chiếc Douglas DC-3 chuẩn bị cho việc chế tạo chiếc Lisunov Li-2.
Năm 1938, Myasishchev trở thành nạn nhân của một chiến dịch đàn áp. Trong khi bị giam giữ, ông đã làm việc tại Phòng Thiết kế Trung ương số 20 của NKVD (ЦКБ-29 НКВД) tại Moskva dưới sự hướng dẫn của Vladimir Petlyakov, thiết kế chiếc máy bay ném bom Pe-2. Năm 1940, sau khi được thả, Myasishchev lãnh đạo một phòng thiết kế (cũng trong tòa nhà này), chế tạo những chiếc máy bay ném bom tầm cao và xa DVB-102 (ДВБ-102). Năm 1946–1951, Myasishchev là lãnh đạo của khoa và sau này là chủ nhiệm Khoa thiết kế máy bay tại Học viện Hàng không Moskva. Năm 1956, ông trở thành lãnh đạo thiết kế máy bay. Giai đoạn 1960–1967, Myasishchev được chỉ định làm Giám đốc Viện Thủy động lực học Trung ương (TsAGI). Giai đoạn 1967–1978, Myasishchev giữ chức lãnh đạo thiết kế máy bay của Nhà máy Chế tạo Máy Thực nghiệm, nơi sẽ mang tên ông từ năm 1981.
Myasishchev đã thiết kế nhiều kiểu máy bay quân sự, gồm Pe-2B, Pe-2I, Pe-2M, DIS, DB-108, M-4, 3M, M-50). Ông cũng tham gia chế tạo một máy bay chở hàng VM-T Atlant và máy bay tầm cao M-17 Stratosfera. Các máy bay của Myasishchev, chiếc 3M và M-4, đã lập 19 kỷ lục thế giới, và chiếc M-17 "Stratosfera" lập 20 kỷ lục.
Myasishchev đã được trao tặng ba Huân chương Lenin, năm 1945, 1957, 1962, Huân chương Suvorov hạng II năm 1944 và Huân chương Cách mạng tháng 10 năm 1971.